# André Jolivet

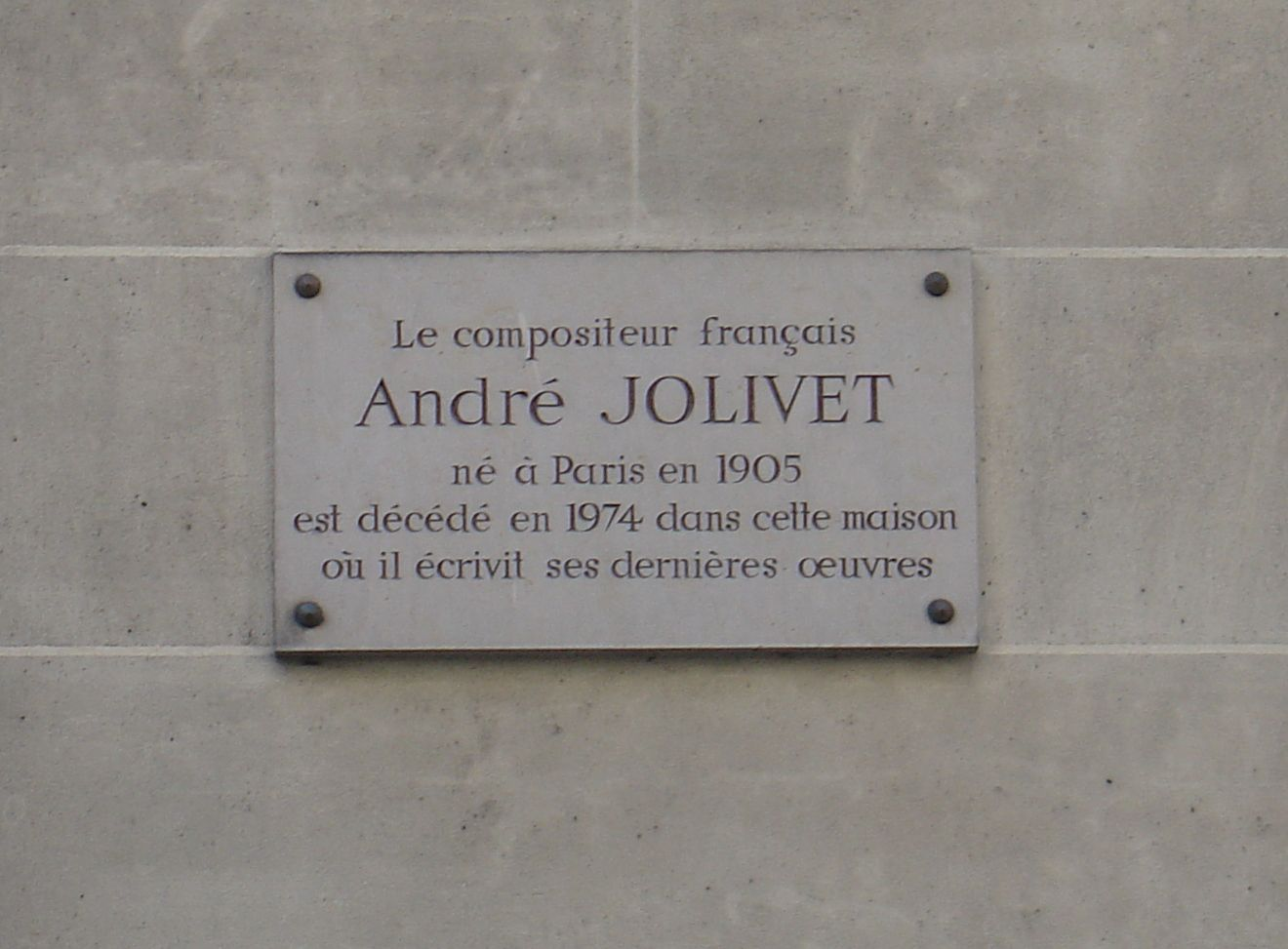
Denna plakett till Jolivets minne sitter på huset 59 Rue de Varenne i 7:e arrondissementet i Paris. Inskriptionen lyder i översättning: ”Den franske tonsättaren André Jolivet, född i Paris 1905, dog 1974 i detta hus där han skrev de flesta av sina verk.”

André Jolivet, född 8 augusti 1905 i Paris, död där 20 december 1974, var en fransk tonsättare.

## Biografi
Efter att först ha utbildat sig till lärare började Jolivet studera för den franske tonsättaren Paul Le Flem och sedan för Edgard Varèse. 1935 debuterade han med Mana, sex stycken för piano. 1936 bildade han tillsammans med Yves Baudrier och Olivier Messiaen gruppen Groupe Jeune France (Unga Frankrike), en grupp som skulle stödja den nya franska musiken. Mellan 1943 och 1959 var han dirigent vid La Comédie-Française, Frankrikes nationalteater, och komponerade mycket tillfällighetsmusik. Mellan 1962 och 1972 var han lärare i komposition vid Pariskonservatoriet (Conservatoire national supérieur de musique et de danse de Paris).
Jolivet är begravd på Cimetière de Montmartre (Montmartrekyrkogården).

## Musik
Jolivet använde alla tekniska resurser för att skriva en energifylld musik, ofta modal, med klang och djärv rytmik. Han var särskilt förtjust i att skriva virtuos konsertant musik, bland annat för ett av de allra första elektroniska instrumenten, Ondes Martenot, för trumpet och piano, för flöjt, piano, harpa, fagott och harpa, slagverk och för violin och cello.
Han skrev också symfonier och balettmusik (till texter av Molière, Paul Claudel, Pierre Corneille eller Plautus) samt för marionetteater.  

### Verk

#### Kammarmusik
- 12 Inventioner för blåskvintett, trumpet, trombon, och stråkkvintett
- 2 Sonater för piano (1945, 1957)
- Andante och adagio för stråkar
- Chant de Linos, för flöjt, violin, viola, violoncell och harpa (1944)
- Cinq Danses rituelles (1939)
- Cinq Incantations, för flöjt (1936)
- Cosmogonie
- Cérémonial, hommage à Varèse för sex slagverkare
- Hymne à l'univers
- Mana, sex pianostycken (1935)
- Mandala, för orgel
- Nocturne, för violoncell och piano (1943)
- Pastorales de Noël, för flöjt, fagott och harpa (1943)
- Stråkkvartett (1934)
- Rhapsodie à sept, för blåsseptett och stråkar
- Sérénade, för två gitarrer (tillägnad duon Ida Presti och Alexandre Lagoya)
- Sonat för flöjt och piano (1961)
- Sonatin för flöjt och klarinett
- Sonatin oboe och fagott
- Suite Delphique, för 12 instrument
- Suite en concert för flöjt och fyra slagverkare
- Suite en concert för violoncell (1965)
- Sonate pour violon et piano (1932)

#### Konsertant musik
- Violinkonsert 1972
- 2 Konsert för violoncell (1962, 1966)
- Concertino för trumpet, stråkorkester och piano (1948)
- Konsert för fagott, stråkorkester, harpa och piano (1954)
- Konsert för flöjt och stråkar (1950)
- Konsert för flöjt och slagverk (1965)
- Konsert för harpa och kammarorkester (1952)
- Konsert för Ondes Martenot och orkester (1947)
- Konsert för piano
- Konsert för trumpet (1954)

#### Orkestermusik
- 3 Symfonier (1954, 1959, 1964)
- Cinq Danses rituelles (orkesterversion, 1939)
- Cosmogonie (orkesterversion, 1938)
- Danse incantatoire (1936)
- Suite delphique', för blåsare, harpa, Ondes Martenot och slagverk (1943)
- Symfoni för stråkar (1961)

#### Vokalmusik
- Sånger
- Les Trois Complaintes du soldat, för en röst och orkester (1940)
- Poèmes pour l'enfant, för en röst och tolv instrument (1937)
- Songe à nouveau rêvé, konsert för sopran och orkester
- Suite liturgique för en röst (sopran eller tenor), engelskt horn, oboe, violoncell och harpa (1942)
- Épithalame, för vokalorkester i 12 stämmor (1953)

#### Sakral musik
- La vérité de Jeanne, oratorium
- Mässa Uxor tua
- Messe pour le jour de la paix

#### Baletter
- Ariadne
- Ballet des étoiles
- Guignol et Pandore
- L'inconnue
- Les Quatre Vérités
- Marines

#### Operor
- Antigone
- Bogomilé ou le lieutenant perdu (ofullbordad)
- Dolorès ou Le miracle de la femme laide (1942)